# 鮑伯·皮爾斯
羅伯特·「鮑伯」·皮爾斯（英語：Robert "Bob" Pierce，1914年10月8日—1978年9月6日），美國籍浸信會宣教士與慈善家，為世界展望會與撒馬利亞救援會創辦人。

## 生平
1914年10月8日誕生於愛荷華州的道奇堡，1920年代中期隨家人搬至南加州。
1940年，他成為浸信會牧師，並加入二戰的基督教青年歸主行動洛杉磯分會，以及在戰後成立的基督教青年歸主協會，開始在中國展開宣教。
1947年國共內戰期間，鮑伯.皮爾斯看到一名被父母遺棄的小女孩正無助地哭泣。他拿出身上僅有的錢，懇請一名已收容六個孤兒的家庭收容這名女孩，並在返美後定期寄錢給收容她的家庭。
1950年韓戰爆發，鮑伯.皮爾斯再次目睹許多因戰亂而流離失所的孤兒寡婦，於是他成立超教派的國際性基督教社福機構-世界展望會，呼籲美國的基督徒伸出援手。 1967年從世界展望會退休。
1970年創辦撒馬利亞救援會。
1978年9月6日因白血病病逝於美國加州阿卡迪亞。

## 與台灣關聯
戰後初期台灣面臨經濟蕭條，物資、醫療及衛生設施普遍缺乏，鮑伯·皮爾斯在1952-1962年曾多次造訪台灣，協助在台灣的宣教士進行社會救助的工作。
在芥菜種會創辦人孫理蓮宣教士的請託下，鮑伯.皮爾斯贊助位於迴龍的樂生療養院設立希望之家(為痊癒的男女病患在重返社會前設立的處所)、協助芥菜種會成立兒童之家(收容少年犯的中途之家)，以及提供一張金額空白支票給基督教山地中心診所(埔里基督教醫院前身)，讓孫理蓮得以買下埔基6500坪的基地，並且透過世界展望會贊助醫院開辦後20年的員工薪水。此外在1972年，皮爾斯專程來台為孫理蓮拍攝紀錄片〈While it is Day〉，紀錄並宣傳孫理蓮在台灣的救助工作。
1952年贊助由吉愛慕牧師創辦的聖經書院(1959年改名為中台神學院至今)，學校為感謝皮爾斯的支援，將1953年新落成的大樓命名為「皮爾斯大樓」（Pierce Hall）。
空中英語教室創辦人彭蒙惠回憶起早年創辦廣播電台時羞於募款，「但鮑伯很有愛心，每次來台灣都細心詢問我們的需要，不斷幫助我們，當然更幫我克服害羞募款。」

## 名言
「願讓上帝心碎的事，也讓我心碎。」

## 外部連結
台灣世界展望會 （页面存档备份，存于）